# Huete
Pour les articles homonymes, voir Huete (homonymie).
Huete est une commune d’Espagne, dans la province de Cuenca, communauté autonome de Castille-La Manche.

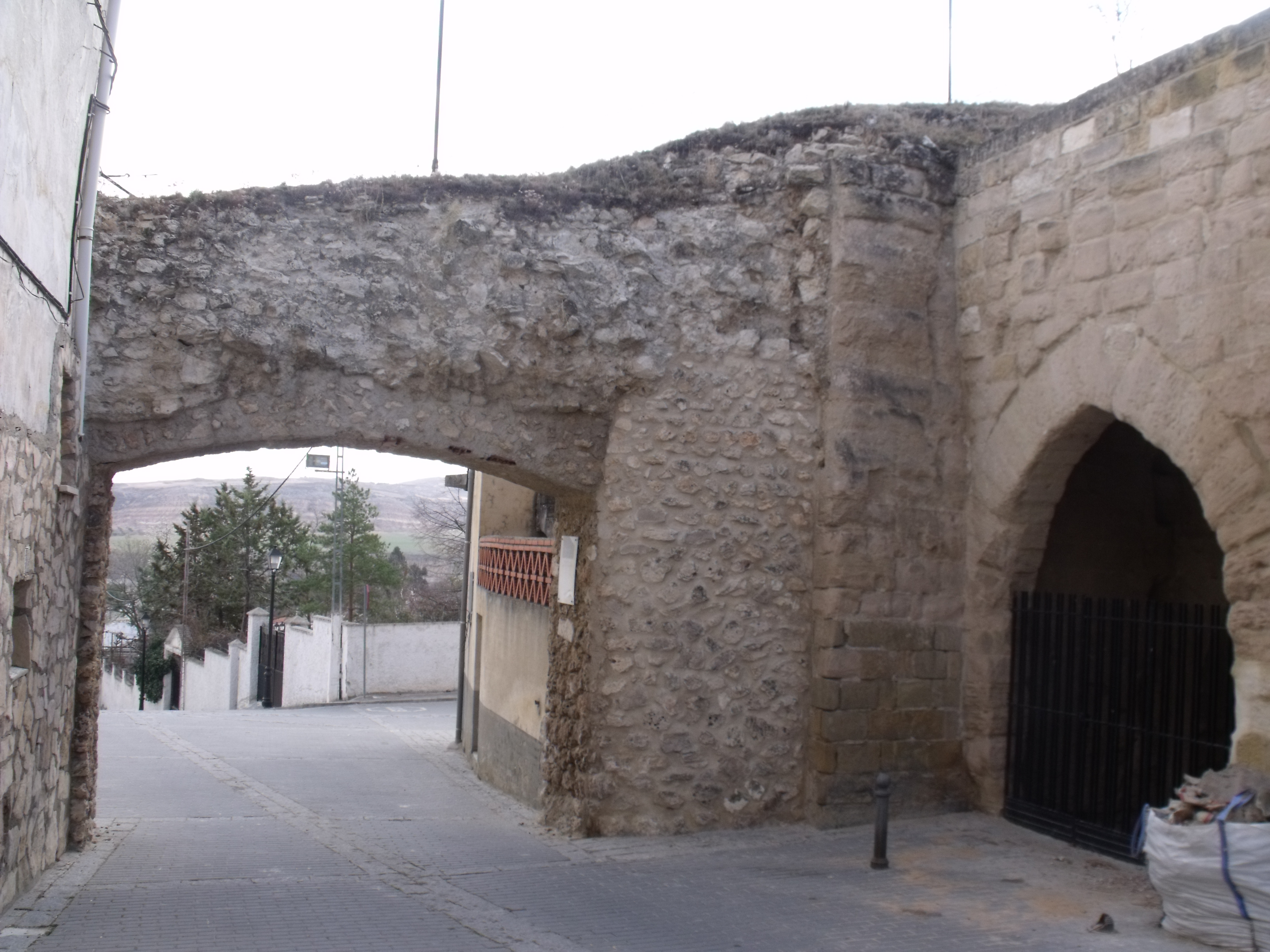
Porte de Medina